# باب ابوت
باب ابوت (۱ نوامبر ۱۹۳۲–۲۳ مارس ۲۰۱۰) از اول سپتامبر ۱۹۹۰ تا ۶ ژوئن ۲۰۰۳ قاضی دادگاه عالی کانزاس بود.
ابوت مدرک حقوق خود را از دانشکده حقوق دانشگاه واشبرن|دانشکده حقوق دانشگاه واشبورن در سال ۱۹۶۰ دریافت کرد و همچنین دارای مدرک کارشناسی علوم از دانشگاه ایالتی امپوریا از سال ۱۹۵۶ است. او بعداً در سال ۱۹۸۶ فوق لیسانس حقوق خود را از دانشگاه ویرجینیا دریافت کرد. او ۱۷ سال وکیل یک شرکت حقوقی در جانکشن سیتی بود.
قبل از انتصاب به دیوان عالی کانزاس، ابوت قاضی ارشد دادگاه تجدیدنظر کانزاس بود. وی از زمان تأسیس دادگاه تجدیدنظر کانزاس در سال ۱۹۷۷ در آن خدمت کرده بود و بیش از ۱۰۰۰ رای نوشته بود.
ابوت به عنوان جانشین رئیس دادگاه رابرت میلر به دادگاه عالی کانزاس منصوب شد. ابوت در ژوئن ۲۰۰۳ از دادگاه بازنشسته شد و کارول ای بییر جایگزین او شد.